# 내셔널 지오그래픽 (미국의 텔레비전 채널)
내셔널 지오그래픽(영어: National Geographic)은 내셔널 지오그래픽 협회와 월트 디즈니 텔레비전이 운영하는 미국의 텔레비전 채널이다.
내셔널 지오그래픽 채널은 지리, 자연, 과학, 문화, 역사, 과학적인 오락 프로그램과 다큐멘터리를 방송한다.
2013년 8월 기준으로, 내셔널 지오그래픽 채널은 미국에서 84,446,000가구가 시청하고 있다.(TV가 있는 가구의 73.95%)
자매 채널로는 냇지오 와일드와 냇 지오 뮤직이 있다.

## 연혁
1998년 8월 1일, 동남아시아에서 먼저 개국했다.
2000년 11월 1일, 영국, 호주, 유럽에서 개국했다.
2000년 12월 1일, 라틴 아메리카 국가로서는 최초로 브라질에서 개국했다.
2001년 1월 12일, 미국에서 개국했다.
2009년 5월 1일, 내셔널 지오그래픽 코리아 네트워크가 창립되었다.
2016년 11월 14일, "내셔널 지오그래픽 채널"이 명칭에서 "채널"이라는 단어를 빼고 "내셔널 지오그래픽"으로 채널명을 변경했다.
2017년 3월 9일, 여러나라에서 대대적인 내셔널 지오그래픽 본부의 폐국이 일어났다.
2017년 12월 14일, 미국 본사 측부터 내셔널 지오그래픽은 21세기 폭스가 월트 디즈니 컴퍼니에 인수했다.
2023년 10월 1일부터 대한민국 케이블/IPTV 에서 송출 중단되었다. 이 중 디즈니+로 이관이 되었다.

## TV 프로그램
- 위키드 튜나
- 코스모스
- 둠스데이 프레퍼스
- 시저 밀란의 도그 위스퍼러
- 사상 최악의 참사
- 에어 크래시
- 컴벳 레스큐
- 메가 스트럭쳐
- 메가 팩토리
- 유콘 골드 → 히스토리의 방영 프로그램
- 브레인 게임
- 사이언스 오브 스투피드
- 스네이크! → 냇지오 와일드의 방영 프로그램

## 같이 보기
- 내셔널 지오그래픽 (대한민국의 텔레비전 채널)